# Jack Womack

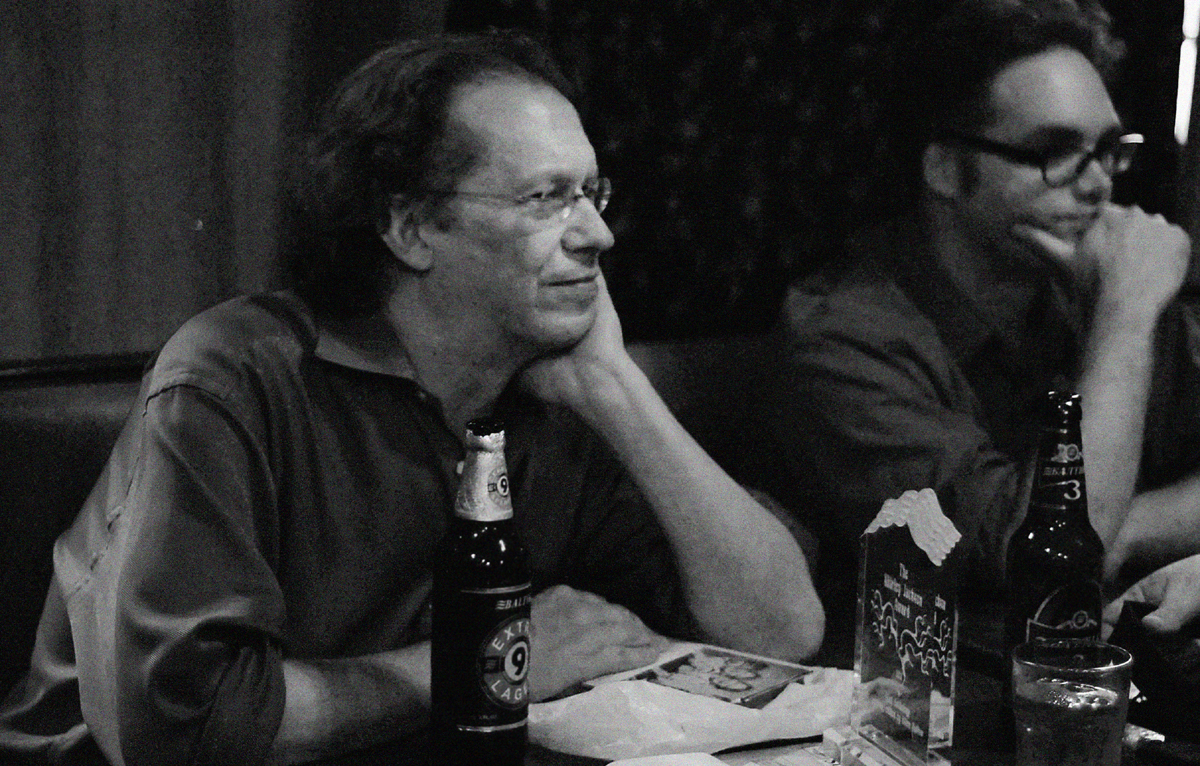
Jack Womack, 2008

Jack Womack (* 8. Januar 1956 in Lexington, Kentucky) ist ein US-amerikanischer Autor. Die Thematik seiner Bücher ist im Bereich der spekulativen Fiktion angesiedelt und enthält aber auch häufig Elemente des Cyberpunk. Sein Hauptwerk ist die Ambient-Serie, die bis heute 6 Bände umfasst, in der deutschen Fassung erschienen im Heyne Verlag und bei Bastei-Lübbe. Die Reihenfolge der Veröffentlichung dieser Bücher weicht dabei von der werkimmanenten Zeitlinie ab. Jedes Buch kann aber auch für sich allein gelesen werden, da keine Vorkenntnisse aus einem anderen Band erforderlich sind. 1994 erhielt Womack den Philip K. Dick Award für Elvissey.

## Werke
„Ambient“-Serie, in der Reihenfolge der werkimmanenten Zeitlinie (jeweils Erscheinungsdatum der deutschen Fassung):
- Zufällige Akte sinnloser Gewalt. (engl.: Random Acts of Senseless Violence. 1993.) Übersetzt von Karl Bruckmaier 1998, ISBN 3-453-13992-5.
- Heidern. (engl.: Heathern. 1990) Übersetzt von Horst Pukallus. 1993, ISBN 3-453-06217-5.
- Ambient. (engl.: Ambient. 1987) Übersetzt von Walter Brumm. 1990, ISBN 3-453-03935-1.
- Terraplane. (engl.: Terraplane. 1988) Übersetzt von Walter Brumm. 1991, ISBN 3-453-04986-1.
- Elvissey. (engl.: Elvissey. 1993) Übersetzt von Bernhard Kempen. 1994, ISBN 3-404-24181-9. (Philip K. Dick Award, 1993)
- Going, Going, Gone. 2000, ISBN 0-8021-3866-7.

Andere Bücher:
- Let's Put the Future Behind Us. 1996, ISBN 0-8021-3503-X.